# Associazione Calcio Treviso 1992-1993
Questa voce raccoglie le informazioni riguardanti l'Associazione Calcio Treviso nelle competizioni ufficiali della stagione 1992-1993.

## Stagione
Il Treviso nella stagione 1992-1993 ha partecipato al campionato Interregionale, inserito nel giroe B: dopo essere stata al vertice della classifica per diversi mesi, conclude al sesto posto con 42 punti, gli stessi del Bassano Virtus. Il campionato è stato vinto con 46 punti dal Cittadella, promosso in Serie C2, poiché ha vinto lo spareggio promozione sul Lumezzane, successivamente ripescato nella categoria superiore.
Nel corso della stagione, a livello societario c'è il fallimento della vecchia Associazione Calcio Treviso e la rifondazione, dal 1º febbraio 1993, sotto la nuova denominazione di Treviso Foot-Ball Club 1993.
Vince la Coppa Italia Dilettanti battendo in finale l'Imolese 4-2 ai tiri di rigore.

## Divise e sponsor
Lo sponsor tecnico è Lotto, mentre gli sponsor ufficiali sono Deimos Malo e Marazzato Treviso.
| Casa |

## Rosa
| N. |                   | Ruolo | Calciatore                 |
| -- | ----------------- | ----- | -------------------------- |
|    | Italia (bandiera) | P     | Ruggero Aiani              |
|    | Italia (bandiera) | P     | Massimo Cecchinato         |
|    | Italia (bandiera) | D     | Massimiliano Dal Compare   |
|    | Italia (bandiera) | D     | Michele Di Simoni          |
|    | Italia (bandiera) | D     | Stefano Lombardi           |
|    | Italia (bandiera) | D     | Michele Favaretto          |
|    | Italia (bandiera) | D     | Mauro Pastrello            |
|    | Italia (bandiera) | D     | Christian Pettenò          |
|    | Italia (bandiera) | D     | Amedeo Tonon               |
|    | Italia (bandiera) | D     | Alessandro Tronchin        |
|    | Italia (bandiera) | D     | Mauro Vecchiato            |
|    | Italia (bandiera) | D     | Mauro Zorzi                |
|    | Italia (bandiera) | C     | Sandro Barbieri            |
|    | Italia (bandiera) | C     | Giovanni Battista Berlese  |
|    | Italia (bandiera) | C     | Gianni Bonfante (capitano) |

| N. |                   | Ruolo | Calciatore                  |
| -- | ----------------- | ----- | --------------------------- |
|    | Italia (bandiera) | C     | Andrea Caverzan             |
|    | Italia (bandiera) | C     | Augusto Davanzo             |
|    | Italia (bandiera) | C     | Alessandro De Poli          |
|    | Italia (bandiera) | C     | Davide Favotto              |
|    | Italia (bandiera) | C     | Maurizio Gilardi (capitano) |
|    | Italia (bandiera) | C     | Luca Giovanelli             |
|    | Italia (bandiera) | C     | Filippo Novello             |
|    | Italia (bandiera) | C     | Paolo Orecchioni            |
|    | Italia (bandiera) | C     | Gabriele Savino             |
|    | Italia (bandiera) | A     | Augusto Brambullo           |
|    | Italia (bandiera) | A     | Marcello Porciatti          |
|    | Italia (bandiera) | A     | Stefano Rebonato (capitano) |
|    | Italia (bandiera) | A     | Marco Samaritani            |
|    | Italia (bandiera) | A     | Maurizio Sandri             |